# Czubata Zamecka
Czubata Zamecka, Czubata Czorsztyńska – skała na Zamkowej Górze w miejscowości Czorsztyn, w województwie małopolskim, w powiecie nowotarskim, w gminie Czorsztyn. Na skalistym wzniesieniu Zamkowej Góry znajduje się Zamek Czorsztyn oraz skały Sobótka i Czubata Zamecka.
Czubata Zamecka znajduje się na wysokości 588 m w lesie po wschodniej stronie Zamku Czorsztyn. Po jej południowej stronie znajdowało się dawniej podzamcze. Według jednej z legend obok tej skały znajduje się jedno z miejsc, w których ukrył skarb opisany przez Jana Długosza szlachcic Piotr Wydżga, jeden z właścicieli Zamku Czorsztyn.
Na Czubatej Zameckiej, podobnie jak na Zamkowej Górze, Sobótce, innych skałach Zamkowej Góry i w ruinach Zamku Czorsztyn występuje pszonak pieniński, gatunek roślin objęty ścisłą ochroną. Ten rejon jest jednym z kilku tylko miejsc występowania tego gatunku w Polsce.